# Riserva naturale marina Isole Tremiti
La riserva naturale marina Isole Tremiti è un'area marina protetta della Puglia istituita nel 1989, che protegge l'area marina di 1466 ha che circonda le isole Tremiti.

## Flora
Bosco misto ad aleccia e pino d'Aleppo (presente solo nell'isola di San Domino) e vegetazione da scogliera, tra cui compaiono piante di capperi e rosmarino.